# Nový Hrozňatov

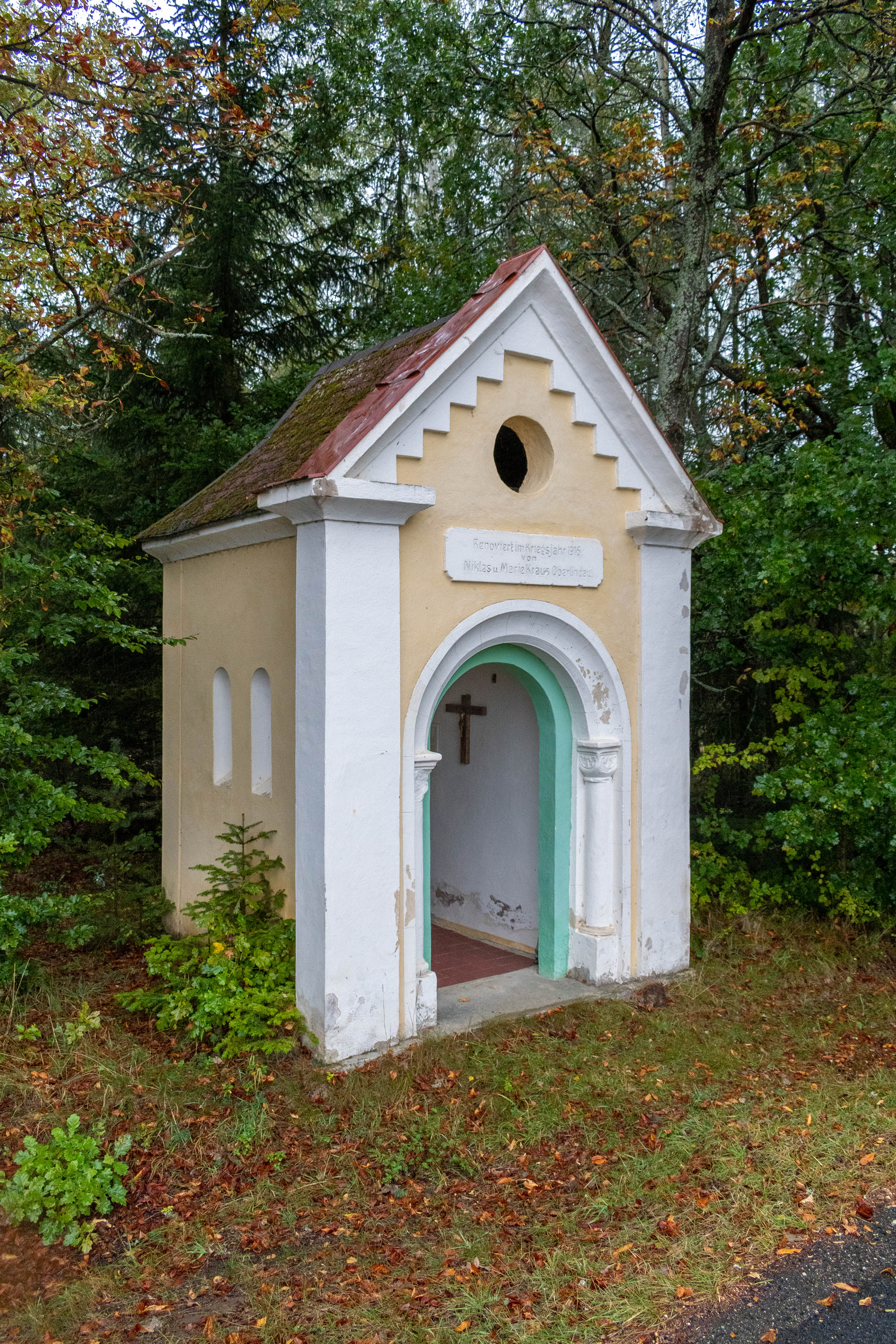
Kapelle in Nový Hrozňatov

Nový Hrozňatov (deutsch Neu Kinsberg) ist eine Grundsiedlungseinheit des Ortsteils Hrozňatov (deutsch Kinsberg) der Stadt Cheb in der Tschechischen Republik.

## Geografische Lage
Nový Hrozňatov liegt etwa 7 km südlich der Stadt Cheb im historischen Egerland.

## Geschichte
Das Dorf Neu Kinsberg entstand in Zusammenhang mit der Burg Kinsberg und dem dort befindlichen Ort Starý Hrozňatov (Alt Kinsberg), der ursprünglich nur als Kinsberg bezeichnet wurde. Die dortigen Bewohner waren der Stadt Eger erbuntertänig, abgabe- und fronpflichtig. Das Schicksal des Ortes Kinsberg entwickelte sich im Zusammenhang mit den jeweiligen Besitzern der Burg, dem späteren Schloss Altkinsberg. Durch zunehmende Ansiedlung neuer Bewohner entstand im Jahre 1782 eine neue Siedlung, die im Unterschied zu Kinsberg den Namen Neu Kinsberg oder Neukinsberg bzw. Neu-Kinsberg erhielt. Der Ort blieb stets ein Teil der Gemeinde Alt Kinsberg.
Mit der Gründung der Tschechoslowakei im Jahre 1918 lautete der Ortsname in der tschechischen Übersetzung Nový Kynšperk. 
Ab 1938/39 lag Neu Kinsberg als Ortsteil von Alt Kinsberg im Reichsgau Sudetenland, Landkreis Eger, Regierungsbezirk Eger. Im Ort lebten 1940 148 Einwohner. Nach Ende des Zweiten Weltkrieges 1945 mussten die meisten deutschen Bewohner des Ortes diesen zwangsweise räumen und die Tschechoslowakei verlassen.
1946 wurde der Ort in Nový Hrozňatov umbenannt, dessen Namensgeber der selige Hroznata von Ovenec war. Später folge gemeinsam mit Starý Hrozňatov die Eingliederung in die Kreisstadt Cheb.